# Канал Донзер — Мондрагон
Канал Донзер — Мондрагон (фр. Canal de Donzère-Mondragon) — крупный энергетический, транспортный и водоотводный канал на реке Рона длиной 24 км. Расположен в департаментах Воклюз и Дром региона Прованс — Альпы — Лазурный Берег между коммунами Донзер и Мондрагон.

## География

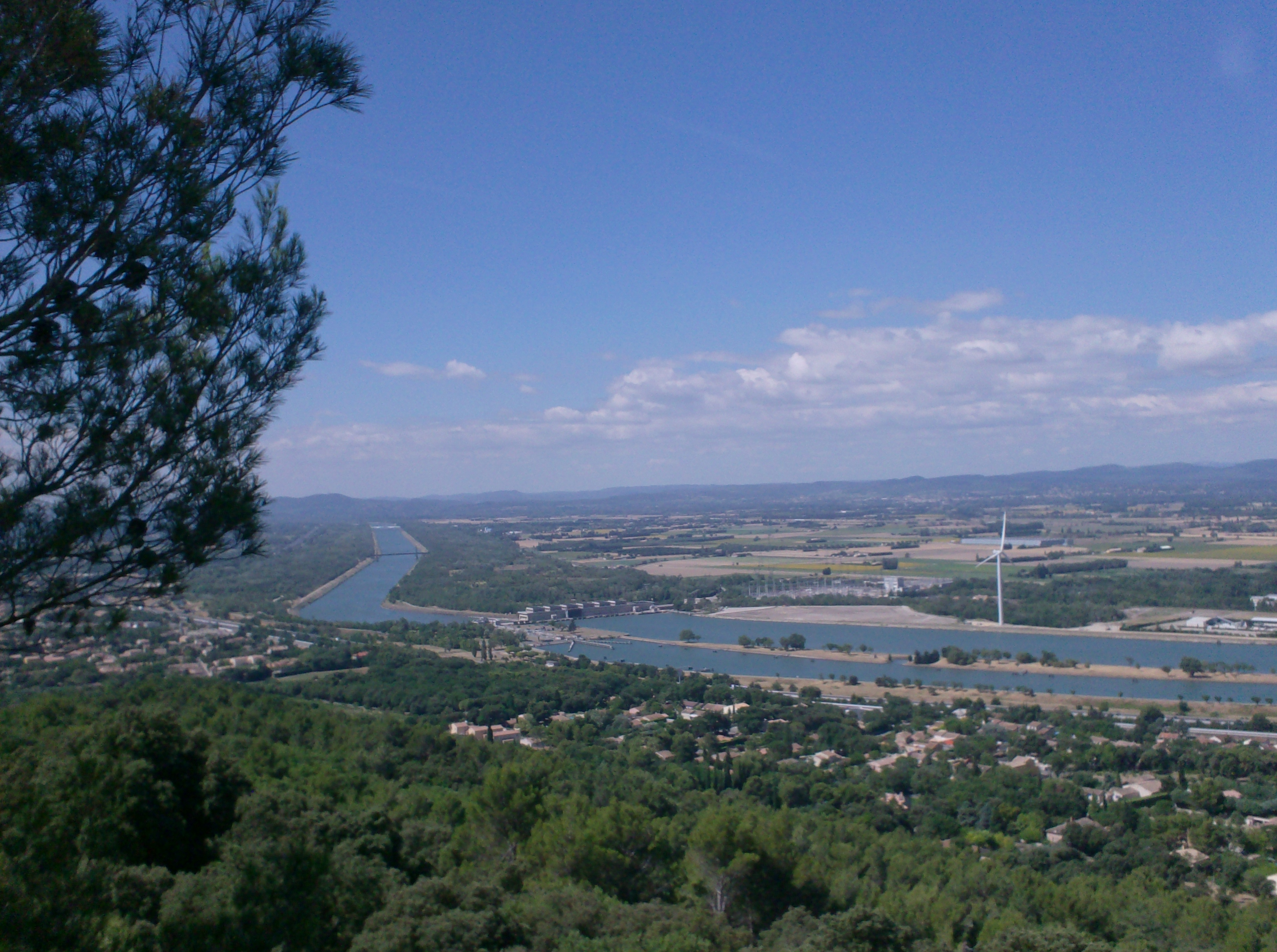
Вид на канал и плотину со стороны Боллена.

Канал начинается на Роне чуть ниже Донзера и соединяется с Роной через 24 км ниже Мондрагона. Перепад высот составляет около 22 метров. Напротив Боллена стоит плотина гидроэлектростанции. Канал предназначен для прохождения больших барж класса V (Grand Rhénan) по Классификации европейских внутренних водных путей.

## История

Строительство канала, ок. 1948—1955 гг.

Работы по строительству канала начались в 1947 году по проекту французского физика и инженера Андре Блонделя (1863—1938).. Открытие канала и плотины состоялось в 1952 году. Плотина оборудована однокамерным шлюзом с перепадом высот 23 метра, на момент ввода в эксплуатацию гидроузла и судопропускного сооружения данный шлюз обладал наибольшим перепадом высот в мире.

## Роль канала

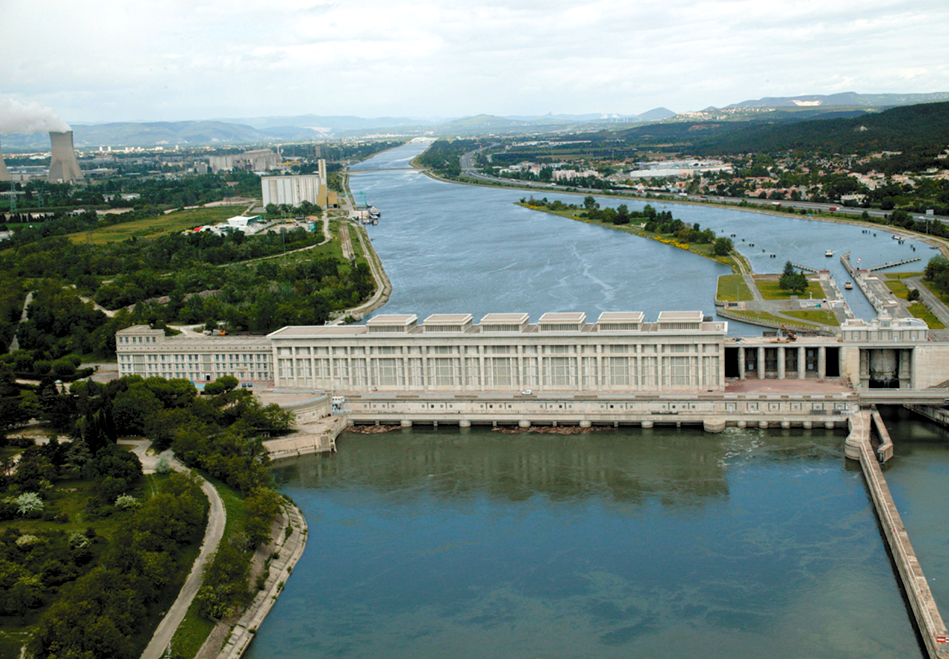
Гидроэлектростанция Донзен—Мондрагон в Боллене.

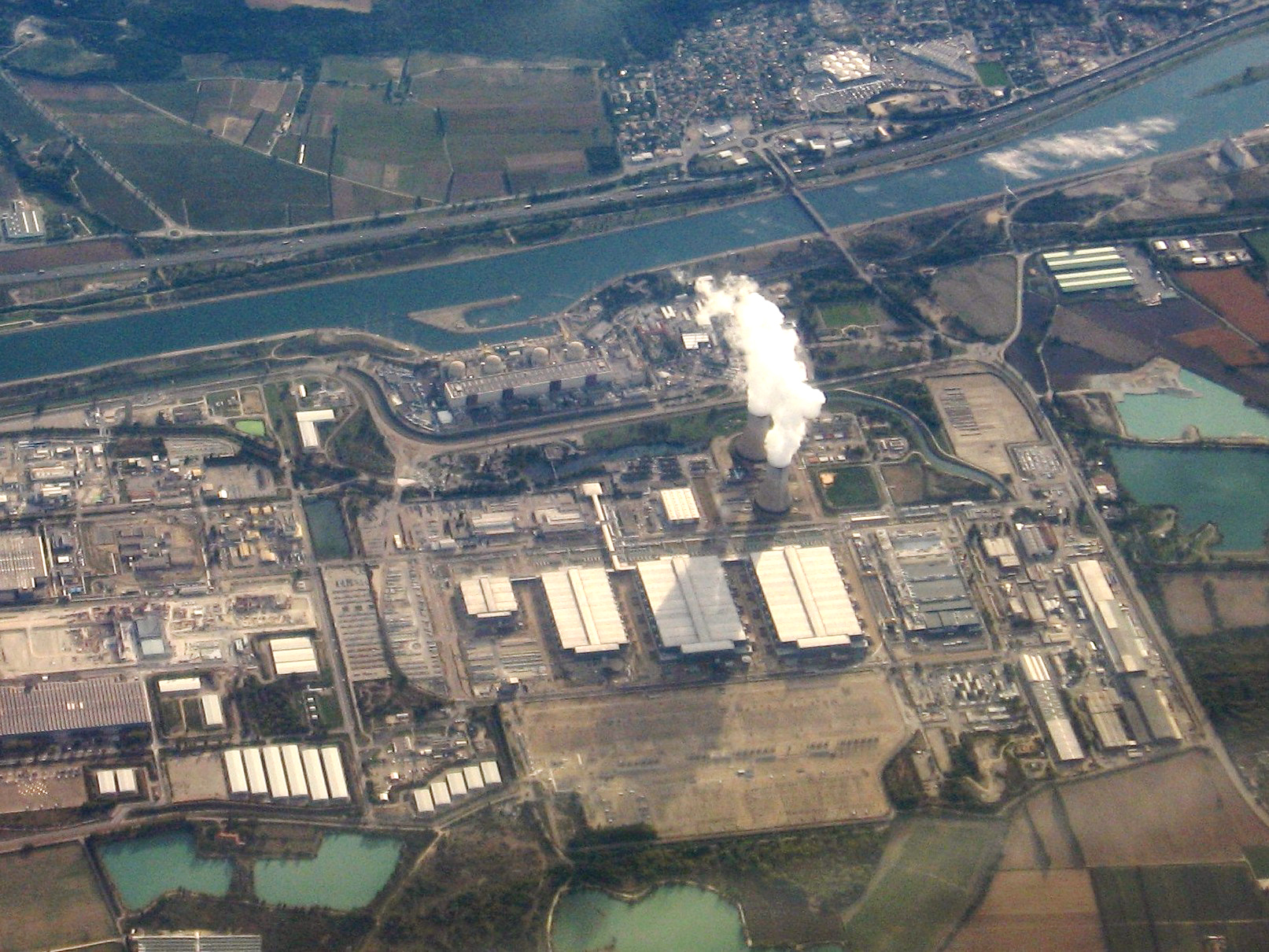
Атомная электростанция Трикастен.

Канал расположен на реке Рона и играет несколько важных функций:
- Транспортная функция. Канал улучшил речной транспорт на Роне. Размер канала 11,40 м x 190 м и соответствует классу V (Grand Rhénan) по Классификации европейских внутренних водных путей.
- Водоотводная функция. Контролирует водосток Роны.
- Энергетическая функция. Обеспечивает систему охлаждения атомной электростанции Трикастен.
  - Питает плотину гидроэлектростанции Донзен—Мондрагон в Боллене, известную также как «завод Андре Блонделя». Плотина Сен-Пьер-де-Боллен является самой высокой плотиной Франции (23 м).

## Населённые пункты
На берегах канала находятся следующие коммуны:
- Донзер
- Пьерлатт
- Боллен
- Мондрагон

## Архитектура

### Канал и плотина
Канал является самым длинным водоотводным каналом на Роне и включает самую высокую плотину во Франции.
Плотина Донзен-Мондрагон содержит шесть турбин, максимальный водосброс 1970 м³/с. Кроме этого, в плотине имеется обходной канал для прохода рыбы. Сооружение классифицируется как памятник истории.

### Мосты
- Балочный мост, сооружён в 1950 году.
- Вантовый мост, сооружён в 1952 году, главный пролёт — 81 метров, общая длина — 160 м.